# محمد عطية (ممثل)
محمد عطية (من مواليد 16 يوليو 1983)، مغنٍ وممثل مصري، بدأ حياته الفنية بعدما نجح في في الموسم الأول من مسابقة "ستار أكاديمي"، فعاد إلى مصر وشارك في بطولة فيلم ثم أصدر ألبوماً حقق نجاحاً كبيراً عندما مثل أول أدواره فانطلق في عالم السينما محققا نجاحاً تلو الآخر.

## موقفه السياسي
كان من المعارضين لثورة يناير منذ أنطلاقها، ولكن لم يلبث هذا التوجة ألا أن تغير.
شارك في مظاهرات محمد محمود وغيرها من المظاهرات الرافضة لحكم المجلس العسكرى.
وقع على أستمارة تمرد ضد الرئيس مرسي، هذا التصرف الذي ندم عليه لاحقا.
هو الآن من المعارضين لحكم الرئيس السيسي وله العديد من البوستات المثيرة للجدل.
ولازل محمد عطية مثير للجدل في وسط الشباب فهناك من يعتبره من الثوار واخر لا يعتبره كذلك

### أعمالة الفنية في مجال الغناء

#### ألبومات منفردة
- ثقتي فيك
- انا الحبيب

#### أغاني منفردة
- أغنية «نهارك سعيد» من فيلم درس خصوصي (2005)
- أغنية «الدورة الدموية» من فيلم درس خصوصي (2005)

### أعماله السينمائية

#### من الأفلام
- درس خصوصي (2005)
- عليا الطرب بالتلاتة (2006)

#### البرامج
- أجمد واحد، وفيه كان يستضيف بعض نجوم الفن والرياضة للعب مباريات كرة القدم على وينينج إليفن، وكان يقوم بالتعليق على المباريات.

| سبقه لا أحد | الفائز بلقب ستار أكاديمي موسم 2003-2004 | تبعه هشام عبد الرحمن |

### وصلات خارجية
- محمد عطية على موقع قاعدة بيانات الأفلام العربية
- محمد عطية على موقع ميوزك برينز (الإنجليزية)
- محمد عطية على موقع ديسكوغز (الإنجليزية)